# Návojná
Návojná (deutsch Nawojna, früher Nawoyna) ist eine Gemeinde in Tschechien. Sie liegt drei Kilometer nordöstlich von Brumov-Bylnice und gehört zum Okres Zlín.

## Geographie
Návojná erstreckt sich im Norden der Weißen Karpaten auf dem Gebiet des Naturparks CHKO Bílé Karpaty im Tal des Baches Nedašovka, der auch als Návojský potok bezeichnet wird. Nördlich erheben sich die Vrchy (632 m), Polomy (659 m) und Černá hora (664 m), im Nordosten der Maliník (572 m) und die Vysočká (659 m), östlich der Kaňúr (791 m), im Südosten der Kosák (766 m), Kršlisko (732 m), Průklesy (835 m) und Holý vrch (830 m), südlich die Tarantové (714 m), Zámostný (484 m) und Městská Důbrava (565 m), im Westen die Matka (624 m) sowie nordöstlich die Stráně (664 m). Südöstlich des Dorfes führt die aus dem Tal der Brumovka kommende Bahnstrecke Bylnice–Vsetín in einem Tunnel durch den Berg und überquert bei der Bahnstation Návojná die Nedašovka. Vier Kilometer östlich verläuft die Grenze zur Slowakei.
Nachbarorte sind Poteč und Valašské Příkazy im Norden, Stráně, Študlov und Nedašova Lhota im Nordosten, Nedašov, Dúbrava, Na Kopanicách und Na Salaši im Osten, Lazy, Díly, Uhlisko und Sidonie im Südosten, Na Drahách, Bylničky, Hlubocká Stráň, Hluboče und Kouty im Süden, U Návojné und Brumov im Südwesten, Hložec, Vaňatka und Vrbětice im Westen sowie Vlčí Potok, Jelenovská, Nad Podskalí und Valašské Klobouky im Nordwesten.

## Geschichte

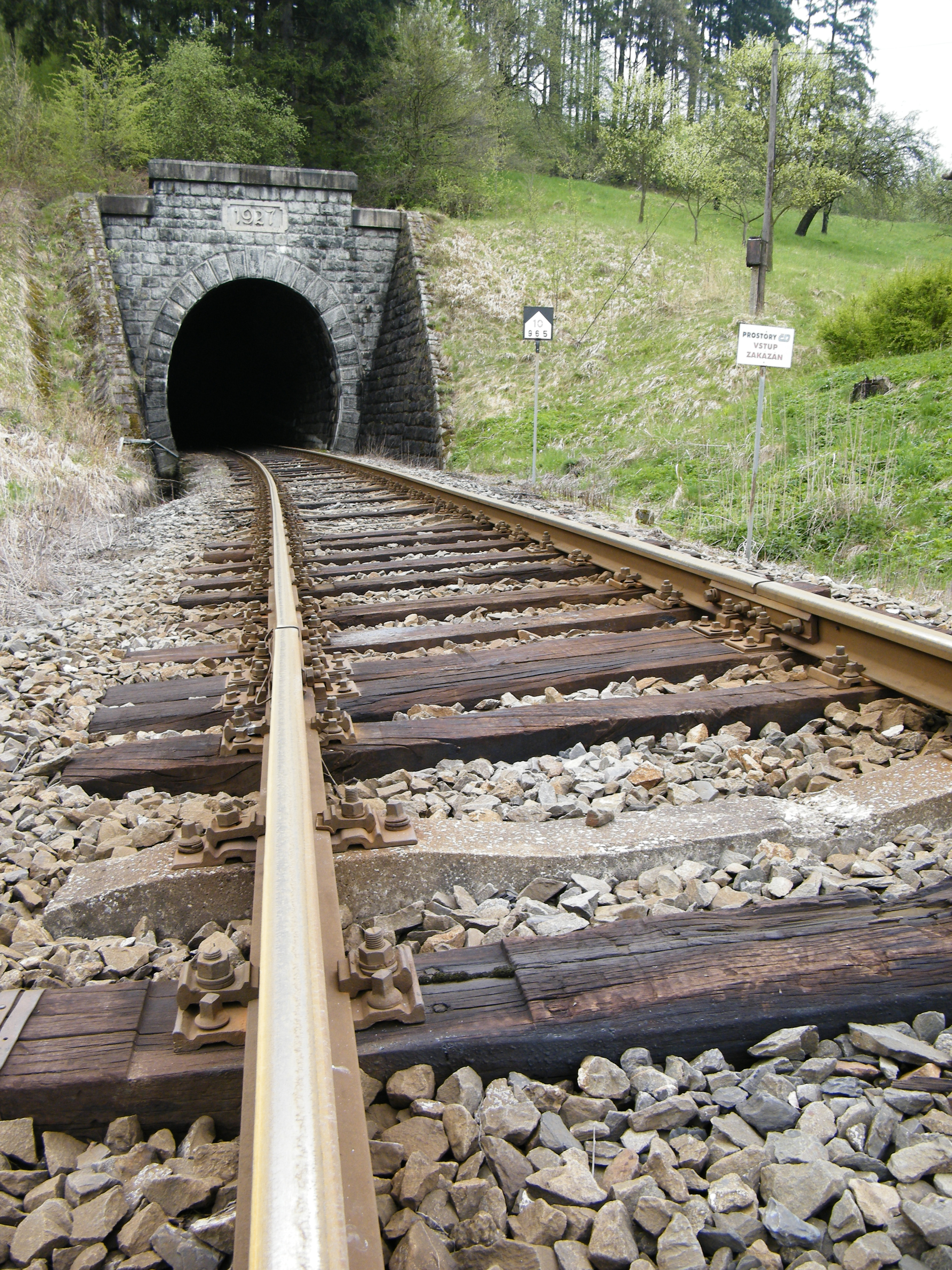
888 Meter langer Eisenbahntunnel

Die erste schriftliche Erwähnung des Dorfes erfolgte 1503 in der Landtafel, als König Vladislav II. Jagiello die Einlösung der an Jan von Lomnitz verpfändeten Herrschaft Brumov durch die Brüder Michal und Štěpán Podmanický von Podmanín bestätigte. Im Jahre 1520 erwarb Jan von Lomnitz die Herrschaft von Michal Podmanický. 1537 suchen die Orte Návojná, Brumov, Bylnice, Štítná und Nedašova Lhota bei Adam von Lomnitz um Befreiung vom Heimfall und die Gestattung der Eich- und Buchhutung in den herrschaftlichen Wäldern. Nach dem Tode Jaroslavs von Lomnitz erbte 1572 dessen Schwester Magdalena die Herrschaft. Sie war die Ehefrau Heinrichs III. von Münsterberg und verkaufte die Burg Brumov mit allem Zubehör 1574 an Zdeněk Říčanský Kavka von Říčany. Die Kavka von Říčany hielten den Besitz bis 1622, danach erwarb Paul Apponyi de Nagy-Appony Brumov. Zwischen 1626 und 1635 besaß Herrschaft Nikolaus Forgács, danach bis 1662 dessen Witwe Esther. Da ihr einziger Sohn Franz 1647 ermordet worden war, wurde nach Esthers Tode die Herrschaft Brumov unter ihren fünf Töchtern Eva, Judith, Maria, Sophia und Esther aufgeteilt. Nawoina gehörte zum Anteil von Esther Forgács, die 1674 einen Teil ihres Besitzes einschließlich der Burg Brumov an Johann Gabriel von Selb verkaufte. Er und seine Nachkommen residierten bis zum im Jahre 1722 durch Johann Anton von Selb erfolgten Verkauf des gräflich Tattenbachischen Fünftels auf der Burg. Die Freiherrn von Selb hielten Návojná über drei Generationen bis 1733.
Bei der 1731 erfolgten Dreiteilung der Herrschaft Brumov kam Návojná zur Dritten Herrschaft (Brumov III), deren Besitzerin 1733 Karoline Hetzer von Aurach auf Gut Divnice wurde. Ihr folgten ab 1745 ihre Töchter Antonia, Maria Maximiliana, Maria Franziska und Anna Maria. Nach der Auslösung ihrer Schwestern war Antonia Beissel von Gymnich ab 1753 alleinige Besitzerin der Herrschaft Brumov III. Sie ließ 1760 einen Teil der Wälder roden und sich in Návojná eine hölzerne Unterkunft für gelegentliche Besuche errichten. Zwischen 1773 und 1782 besaß Johann Nepomuk Beissel von Gymnich Brumov III. Seinen Sitz hatte er in der Stadt Brumov und in Valašské Příkazy befand sich seine Güteradministration. Als 1782 Josef Bernard Zhořský von Zhoř die Herrschaft erwarb, war das heruntergekommene Herrenhäusel an Juden verpachtet und wurde danach nie wieder erwähnt. Zhořský ließ 1790 in Návojná auf den Fluren zweier Gehöfte den herrschaftlichen Hof Kaštýl und in den Wäldern südlich von Študlov den Hof Radošín anlegen. Zhořskýs Witwe Franziska musste die Herrschaft 1802 wegen finanzieller Schwierigkeiten an Johann Böhm verkaufen. Nachfolgende Besitzer waren ab 1804 Johann Scharf und ein Jahr später Franz Xaver Scharf. Im Jahre 1806 erwarb Michael Chorinsky Brumov III. Im selben Jahre ging der Besitz an Franz Chorinsky über, der ihn bis 1813 hielt. Nachfolgender Grundherr war bis 1835 Felix von Friedental, jedoch stand die Herrschaft seit 1819 unter Zwangsverwaltung. Diese Besitzer verwalteten die kleine Herrschaft sämtlich zusammen mit anderen Gütern. Nawoyna bestand im Jahre 1834 aus 67 Häusern und hatte 474 Einwohner. Im Jahre 1836 ersteigerte der Znaimer Bürgermeister Wolfgang Ritter von Manner den aus den Dörfern Nawoyna, Prikaz und Scudlow sowie 29 Häusern von Brumov und den Forstrevieren Nawoyna und Radoschin bestehende Allodherrschaftsteil Brumov III. Er ließ ihn zum selbstständigen Allodgut erheben und zwischen 1846 und 1851 im Dorf ein zweiflügeliges von einem ausgedehnten Park umgebenes Schloss als Herrschaftssitz errichten. Pfarr- und Schulort war seit eh und jeh Brumov.
Nach der Aufhebung der Patrimonialherrschaften bildete Navojna/Nawoyna ab 1850 eine Gemeinde in der Bezirkshauptmannschaft Uherský Brod. Besitzerin des Schlosses war ab 1864 Manners Witwe Barbara. 1870 wurde sie von ihrem Sohn Hugo und dessen Schwester Felicia Centner beerbt. Nach dem Tode Hugos fiel der Besitz 1910 seinem Neffen Heinrich Centner-Manner zu, der zu Beginn des Ersten Weltkrieges fiel. Von 1914 bis 1945 gehörten die Güter seiner Witwe Pauline. Der zwischen 1923 und 1928 erfolgte Bau der Bahnstrecke Bylnice–Vsetín brachte der Herrschaft Návojná einen starken wirtschaftlichen Aufschwung, da das Holz aus den herrschaftlichen Forsten nunmehr mit der Bahn transportiert werden konnte. Aus diesem Grunde zweigte die Bahn in Brumov aus dem Tal der Brumovka in das Seitental der Nedašovka bis Návojná ab und führte über einen Tunnel zur Brumovka zurück. Zwischen dem 24. und 26. April 1945 floh Pauline Centner-Manner mit ihren Kindern Viktor, Hugo und Felicia vor der heranrückenden Front aus Návojná auf das Schloss Swietlau bei Bojkovice und ließ dort 16 Kisten mit Wertsachen bis zu ihrer Rückkehr nach Návojná einmauern. Jedoch wurde sie nach dem Ende des Zweiten Weltkrieges als Deutsche enteignet und die Familie Centner-Manner musste die Tschechoslowakei verlassen. Seit 1949 war Návojná dem Okres Valašské Klobouky zugeordnet. Ende 1960 kam die Gemeinde nach der Aufhebung des Okres Valašské Klobouky zum Okres Gottwaldov. 1976 wurde Návojná mit Nedašova Lhota und  Nedašov zu einer Gemeinde Nedašov-Návojná zusammengeschlossen. Diese löste sich 1992 auf, seither bildet Návojná wieder eine eigene Gemeinde. Seit 2009 führt Návojná ein Wappen und Banner.

## Gemeindegliederung
Für die Gemeinde Návojná sind keine Ortsteile ausgewiesen.

## Sehenswürdigkeiten
- Kreuz am Dorfanger, geschaffen 1863
- Gehöft Nr. 4 mit Heuboden, Scheune und Stallung in Volksbauweise
- Gezimmerte walachische Chaluppen
- Schloss Návojná, errichtet 1846–1851 im Empirestil als Herrschaftssitz für Wolfgang Ritter von Manner. Nach der Enteignung der Familie Centner-Manner versuchte nach 1946 Arnošt Horn im Schloss eine Uhrmacherwerkstatt einzurichten. Nach der Machtübernahme durch die Kommunisten wurde Horns Betrieb 1948 geschlossen und das Schloss dem Staatsbetrieb MEZ Brumov übergeben, der es zu einem Wohnhaus für seine Beschäftigten umbaute. Dabei verlor das zuvor das Ortsbild dominierende Bauwerk sein ursprüngliches Aussehen und seinen Wert als Kulturdenkmal. Ende der 1960er Jahre musste der linke Schlossflügel abgebrochen werden. Das Gebäude dient weiterhin als Wohnhaus, anstelle des abgetragenen Flügels entstand seit 2009 ein Mehrfunktionshaus.
- 888 m langer Eisenbahntunnel von Návojná
- Kapelle der hl. Dreifaltigkeit aus der zweiten Hälfte des 19. Jahrhunderts, nach ihrer Instandsetzung wurde sie 2003 anlässlich der 500-Jahr-Feier des Dorfes durch den Olmützer Generalvikar Milán Kouba erneut geweiht.[2]